# ريوجي باندو
ريوجي باندو (باليابانية: 播戸竜二)، من مواليد 2 أغسطس 1979 في هيمجي، محافظة هيوغو في اليابان، لاعب كرة قدم ياباني.يلعب حالياً مع نادي غامبا أوساكا.

## سيرته
انضم إلى الدوري الياباني مع فريق غامبا أوساكا بعد تخرجه من المدرسة الثانوية، في عام 1998. ثم انتقل إلى فريق كونسودالو سابورو عام 2000 وساعد في تطوير الفريق للانضمام للدوري الياباني، الفئة الأولى.
انتقل إلى فيسيل كوبي عام 2002 وأصبح أحد اللاعبين الرئيسيين في الفريق. سجل 17 هدفاً في دوري 2004، والذي جعل منه ترتيب ثالث هداف في الدوري الياباني. ثم عاد إلى غامبا عام 2006 ثم تمت دعوته للانضمام إلى منتخب اليابان لكرة القدم.

## روابط خارجية
- ريوجي باندو على موقع الاتحاد الدولي (مؤرشف)  (الإنجليزية)
- ريوجي باندو على موقع رابطة كرة القدم اليابانية للمحترفين (اليابانية)
- ريوجي باندو على موقع قاعدة بيانات كرة القدم.إي يو (الإنجليزية)
- ريوجي باندو على موقع ناشيونال فوتبول تيمز (الإنجليزية)
- ريوجي باندو على موقع Soccerway.com (الإنجليزية)
- ريوجي باندو على موقع عالم كرة القدم.نت (الإنجليزية)